# Регистров тон
Регистров тон или регистър-тон (на английски: register ton) е единица за обем на плавателни съдове, равна на 100 кубични фута, тоест на 2,83 m³. Понастоящем употребата на тази единица е прекратена.
Използвала се е обикновено в подварианти (съответно за обща и чиста вместимост):
- бруто-регистров тон (или бруто-регистър-тон) и
- нето-регистров тон (или нето-регистър-тон).

Въведена е със закон във Великобритания по предложение на комисията на адмирал Джордж Муърсъм (George Moorsom) през 1854 г. С регистър-тонове в корабостроенето се измерват обемът на съда и обемът на помещенията, които могат да се използват за полезен товар.
В регистър-тонове са изчислявани:
- бруто-регистров тонаж/вместимост (БРТ; gross registered tonnage, GRT или gt; да не се бърка с GT - gross tonnage виж по-долу) – общата регистрова вместимост на съда, по данните от измерването на вътрешните помещения на съда (както на трюмовете, така и на надпалубните надстройки, използвани за превоз на товари и пътници);
- нето-регистров тонаж/вместимост (НРТ; net registered tonnage, NRT) – чистата регистрова вместимост на съда, изчислено от бруто-регистър тонажа, като се извади обемът на помещенията, които не са предназначени за превоз на товари и пътници. Въпреки че означението NT се е ползвало и с този тонаж, днес се свързва с подобна, но друга величина – нето тонаж (англ.: net tonnage) – виж по-долу.

## Употреба
И двете величини – БРТ и НРТ са били използвани първоначално за изчисляване на пристанищни и докови такси, такси за преминаване през канали и други. За отбелязване е, че и двата големи изкуствени канала – Суецкия и Панамския, имат собствени методологии и съответно отделни тонажи за изчисляване на таксите, което е в сила и до днес.
След това употребата на регистър-тоновете е навлязла и в други по-късни конвенции и правила. Спрямо тях е била определяна приложимостта на дадена конвенция към съответния кораб. Сертифицирането на морските лица (предимно вахтените помощник-капитани) е ставало на базата на техния стаж на кораби със съответния бруто-регистър тонаж.

## Съвременно оразмеряване на търговските кораби
Международната морска организация през 1969 г. одобрява Международната конвенция за тонажно измерване на корабите, като България е сред страните членки, които са подписали конвенцията. Конвенцията влиза в сила на 18 юли 1982 г., предвиден е 12-годишен преходен период за въвеждане. От 18 юли 1994 г. единствените официални величини за измерване и означаване на корабите са бруто тонаж (англ.: gross tonnage, GT) и нето тонаж (англ.: net tonnage, NT).
С тази конвенция отпада употребата на регистър-тоновете, с изключение за някои съществуващи кораби към момента на влизане в сила на конвенцията.
Новите величини – бруто тонаж и нето тонаж са безразмерни, т.е. изписват се само като означение и число след него, напр. "GT 58,997". Поставянето на всякакви единици за маса или обем е погрешно, напр. "GT 58,997 mt". Погрешно е също да се свързват с други величини като дедуейт или водоизместване, които са мерки за маса и обем. Въпреки това, тонажът като число дава представа за големината на един кораб.
Освен за изчисляване на пристанищни и други такси, новите величини и по-специално бруто тонажът (GT) масово се ползват за определяне приложимостта на дадена конвенция към съответния кораб. Например Международната конвенция за безопасност на човешкия живот на море от 1974 г. е приложима за търговски кораби с бруто тонаж по-голям от 500.